# Helene Kuhse
Helene Kuhse, verheiratete Helene Otto (* 17. Januar 1859 in Berlin; † nach 1907) war eine deutsche Theaterschauspielerin und Sängerin.

## Leben
Sie war am Viktoriatheater und am Woltersdorfer Theater in Berlin engagiert, hierauf am Karolatheater in Leipzig, in New York, Augsburg, Düsseldorf und Krefeld.
Aus ihrem Repertoire seien hervorgehoben: „Rosl“ im „Verschwender“, „Leni“ in „Drei Paar Schuhe“, „Wladimir“ in „Fatinitza“ etc.
Helene Kuhse war mit dem Schauspielkollegen und Regisseur Anton Otto verheiratet. Als dieser 1907 die Co-Leitung des Kieler Stadttheaters übernahm, folgte sie ihrem Mann dorthin und trat in diesem Ensemble als Helene Otto auf. Nach diesem Engagement ist eine weitere Verpflichtung Helene Ottos nicht mehr feststellbar.